# Thérèse Rondeau
Thérèse Rondeau, née le 6 octobre 1793 à Laval (Mayenne) et morte le 16 juillet 1866 dans la même ville, est une religieuse française, fondatrice de la congrégation des Sœurs de Notre-Dame de la Miséricorde de Laval. Elle est reconnue pour son engagement auprès des femmes en détresse, notamment les prostituées repenties, et est considérée comme cofondatrice spirituelle de la congrégation homonyme en Pologne, à l'origine de la vocation de sainte Faustine Kowalska.

## Biographie
Issue d'une famille modeste, Thérèse Rondeau travaille comme repasseuse pour subvenir aux besoins de sa mère et de son frère après le décès de son père en 1812. Dès son jeune âge, elle manifeste le désir de se consacrer à Dieu.
En 1816, lors d'une mission prêchée à Laval, le père jésuite Jacques Chanon lui confie la mission d'aider les femmes souhaitant quitter la prostitution. Pour se préparer à cette tâche, elle se rend en 1818 à Bordeaux, où elle est formée par Marie-Thérèse de Lamourous, fondatrice de la Maison de la Miséricorde. Après deux mois, elle prononce des vœux privés et retourne à Laval pour fonder une œuvre indépendante.
Le 1er novembre 1818, elle fonde la congrégation des Sœurs de Notre-Dame de la Miséricorde de Laval. En 1821, elle acquiert l'hôtel Buisson, qui devient le couvent de la Miséricorde. Sous sa direction, la communauté accueille jusqu'à 500 pensionnaires, leur offrant un cadre de réinsertion par le travail, notamment le tissage et la broderie.
Son œuvre inspire la comtesse polonaise Ewa Sułkowska-Potocka, qui fonde en 1862 la branche polonaise des Sœurs de Notre-Dame de la Miséricorde. Cette congrégation jouera un rôle central dans la vie de Faustine Kowalska, apôtre de la Miséricorde divine.
Thérèse Rondeau meurt le 16 juillet 1866 et est inhumée dans le jardin du couvent de la Miséricorde à Laval.

## Héritage
La congrégation qu'elle a fondée poursuit son œuvre en France, avec des maisons à Laval, Quimper et Entrammes. En Pologne, la branche issue de son inspiration est particulièrement active et a été reconnue pour son rôle dans la diffusion du culte de la Miséricorde divine.